# 14972 Olihainaut
14972 Olihainaut eller 1997 QP3 är en asteroid i huvudbältet som upptäcktes den 30 augusti 1997 av OCA–DLR Asteroid Survey (ODAS). Den är uppkallad efter den belgiske astronomen Olivier R. Hainaut.